# Mednarodni olimpijski komite
Mednarodni olimpijski komite (MOK, angleška kratica IOC) je mednarodna nevladna organizacija s sedežem v Lozani v Švici. Ustanovil jo je Pierre de Coubertin leta 1894 z namenom obuditi olimpijske igre in jih prirejati vsaka štiri leta. Organizacijo sestavlja 205 nacionalnih olimpijskih komitejev - za Slovenijo je to Olimpijski komite Slovenije. Po veljavnih pravilih je individualnih članov MOK lahko največ 115 naenkrat (marca 2025 npr. 105), pri čemer  člani sami izbirajo nove in niso predstavniki svojih matičnih držav v njem, temveč je prav nasprotno: člani predstavljajo MOK v svojih državah. Od septembra 2013 vodi MOK deveti predsednik Thomas Bach. Edini Slovenec doslej, ki je bil član MOK, je bil Stanko Bloudek (od 1948 do svoje smrti).

## Predsedniki
Od leta 1894 je imel MOK deset predsednikov:
| Predsednik                | Leta      |
| ------------------------- | --------- |
| Demetrius Vikelas         | 1894—1896 |
| Pierre de Coubertin       | 1896—1925 |
| Godefroy de Blonay (v.d.) | 1916—1919 |
| Henri de Baillet-Latour   | 1925—1942 |
| Sigfrid Edström           | 1942—1952 |
| Avery Brundage            | 1952—1972 |
| Lord Killanin             | 1972—1980 |
| Juan Antonio Samaranch    | 1980—2001 |
| Jacques Rogge             | 2001—2013 |
| Thomas Bach               | 2013—2025 |
| Kirsty Coventry           | od 2025   |